# Feeling Minnesota
Feeling Minnesota is een Amerikaanse romantische komedie uit 1996 van Steven Baigelman met in de hoofdrollen onder meer Keanu Reeves en Cameron Diaz.

## Verhaal
De voormalige stripper Freddie (Cameron Diaz) trouwt met Sam (Vincent D'Onofrio) om een schuld in te lossen bij nachtclubeigenaar Red (Delroy Lindo), maar eigenlijk is ze verliefd op Sams broer Jjaks (Keanu Reeves). Freddie en Jjaks gaan er samen vandoor, maar Sam weet ze te vinden en schiet Freddie in de buik, hetgeen hij Jjaks in de schoenen probeert te schuiven.

## Rolverdeling
| Acteur                | Personage               | Opmerkingen                 |
| --------------------- | ----------------------- | --------------------------- |
| Keanu Reeves          | Jjaks Clayton           |                             |
| Cameron Diaz          | Freddie Clayton         | Sams vrouw                  |
| Vincent D'Onofrio     | Sam Clayton             | Freddie's man, Jjaks' broer |
| Delroy Lindo          | Red                     | nachtclubeigenaar           |
| Dan Aykroyd           | Ben Costikyan           | rechercheur                 |
| Courtney Love         | Rhonda                  |                             |
| Tuesday Weld          | Nora Clayton            |                             |
| Aaron Michael Metchik | Sam op jongere leeftijd |                             |